# Notopygos crinita
Notopygos crinita is een borstelworm uit de familie Amphinomidae. Het lichaam van de worm bestaat uit een kop, een cilindrisch, gesegmenteerd lichaam en een staartstukje. De kop bestaat uit een prostomium (gedeelte voor de mondopening) en een peristomium (gedeelte rond de mond) en draagt gepaarde aanhangsels (palpen, antennen en cirri).
De wetenschappelijke naam Notopygos crinita werd in 1855 voor het eerst geldig gepubliceerd door Grube.